# Tortella novae-valesiae
Tortella novae-valesiae är en bladmossart som beskrevs av Brotherus 1916. Tortella novae-valesiae ingår i släktet kalkmossor, och familjen Pottiaceae. Inga underarter finns listade i Catalogue of Life.